# Coda (album)
Coda è il nono e ultimo album in studio della band inglese Led Zeppelin, pubblicato nel 1982.

## Storia
L'album uscì due anni dopo lo scioglimento dei Led Zeppelin, da loro stessi ufficialmente annunciato il 4 dicembre 1980 poco più di due mesi dopo la morte improvvisa del loro batterista John Bonham. L'origine della pubblicazione è controversa: una fra le più note biografie non autorizzate della band, Il martello degli dei di Stephen Davis, l'attribuisce a meri obblighi contrattuali nei confronti della Atlantic Records, con cui il gruppo era ancora in debito di un album; nelle note del cofanetto CD Led Zeppelin del 1990, il chitarrista Jimmy Page dichiara invece che la grande diffusione all'epoca di bootlegs con materiale in studio dei Led Zeppelin lo indusse a missare e pubblicare ufficialmente alcuni dei brani registrati in passato e rimasti inediti. Nonostante la sua natura antologica e la pubblicazione "postuma", Atlantic ha sempre indicato Coda come parte a tutti gli effetti della discografia ufficiale in studio del gruppo.
L'album, della durata di poco più di mezz'ora, raccoglie materiale di varia provenienza:
- We're Gonna Groove, secondo le note di copertina, è registrata ai Morgan Studios di Londra nel giugno del 1969, cioè durante la lavorazione di Led Zeppelin II; successivamente sarebbe stato accertato[8] che sia questo brano sia I Can't Quit You Baby provengono da un concerto alla Royal Albert Hall del gennaio 1970 e che in entrambi il missaggio avrebbe cancellato ogni traccia del pubblico in sala. Le parti originali di chitarra del primo brano furono sostituite e risuonate in studio;[8]
- Poor Tom fu incisa agli Olimpic Studios nel giugno 1970, ossia nella fase conclusiva delle registrazioni di Led Zeppelin III;
- Walter's Walk è un inedito dalle session di Houses of the Holy, registrato a Stargroves nel maggio 1972; il timbro di voce di Robert Plant e il modo in cui la voce stessa è registrata suggeriscono tuttavia che il cantato definitivo sia stato sovrainciso anni dopo, forse proprio nel 1982;[8]
- Ozone Baby, Darlene e Wearing and Tearing risalgono al novembre/dicembre 1978, cioè alle sedute di registrazione di In Through the Out Door presso i Polar Studios di Stoccolma, Svezia.
- Bonzo's Montreux, infine, è una traccia di sola batteria di John Bonham registrata ai Mountain Studios di Montreux nel settembre 1976, sulla quale Jimmy Page sovrincise vari effetti elettronici, più il caratteristico suono di timpani suonati con le mani dallo stesso Bonham, probabilmente tratto da una versione live di Moby Dick.[8]

La versione in CD di Coda contenuta nella raccolta integrale The Complete Studio Recordings, pubblicata nel 1993, include altri quattro brani, tre dei quali erano già apparsi nel Boxed Set del 1990 mentre il quarto, Baby Come On Home, è incluso anche nel Boxed Set, Volume 2, uscito anch'esso nel 1993. Le otto tracce dell'LP originale più le quattro bonus track costituirebbero di fatto la totalità del materiale avanzato dagli album in studio lungo l'intera carriera del gruppo.

## Tracce

### Versione originale in vinile (1982)
Lato A
1. We're Gonna Groove – 2:38 (James Bethea, Ben E. King)
2. Poor Tom – 3:02 (Jimmy Page, Robert Plant)
3. I Can't Quit You Baby – 4:16 (Willie Dixon)
4. Walter's Walk – 4:31 (Jimmy Page, Robert Plant)

Lato B
Testi e musiche di Jimmy Page e Robert Plant tranne dove indicato.
1. Ozone Baby – 3:35
2. Darlene – 5:07 (John Bonham, John Paul Jones, Jimmy Page, Robert Plant)
3. Bonzo's Montreux – 4:18 (John Bonham)
4. Wearing and Tearing – 5:29

### Versione CD daThe Complete Studio Recordings(1993)
Testi e musiche di Jimmy Page e Robert Plant tranne dove indicato.
1. We're Gonna Groove – 2:38 (James Bethea, Ben E. King)
2. Poor Tom – 3:02
3. I Can't Quit You Baby – 4:16 (Willie Dixon)
4. Walter's Walk – 4:31
5. Ozone Baby – 3:35
6. Darlene – 5:07 (John Bonham, John Paul Jones, Jimmy Page, Robert Plant)
7. Bonzo's Montreux – 4:18 (John Bonham)
8. Wearing and Tearing – 5:29
9. Baby Come On Home – 5:29 (Bert Berns, Jimmy Page e Robert Plant) – registrato all'Olympic Studios il 10 ottobre 1968
10. Traveling Riverside Blues – 5:11 (Robert Johnson, Jimmy Page, Robert Plant) – registrato ai BBC Studios il 24 giugno 1969
11. White Summer/Black Mountain Side – 8:01 (Jimmy Page) – registrato al Playhouse Theatre il 27 giugno 1969
12. Hey Hey What Can I Do – 3:55 (John Bonham, John Paul Jones, Jimmy Page, Robert Plant) – lato B di Immigrant Song

## Formazione
- Robert Plant - voce, armonica
- Jimmy Page - chitarre acustiche e chitarre elettriche, effetti sonori
- John Paul Jones - basso, piano, tastiere
- John Bonham - batteria, percussioni